# Rhincalanus cornutus
Rhincalanus cornutus är en kräftdjursart som först beskrevs av James Dwight Dana 1849.  Rhincalanus cornutus ingår i släktet Rhincalanus och familjen Rhincalanidae. Inga underarter finns listade i Catalogue of Life.